# Lisa Long (cestista)
Lisa Long (...) è un'ex cestista statunitense.
Ha giocato in Serie A1 con Priolo Gargallo e in LFB con Tenerife.